# Lukas Graham

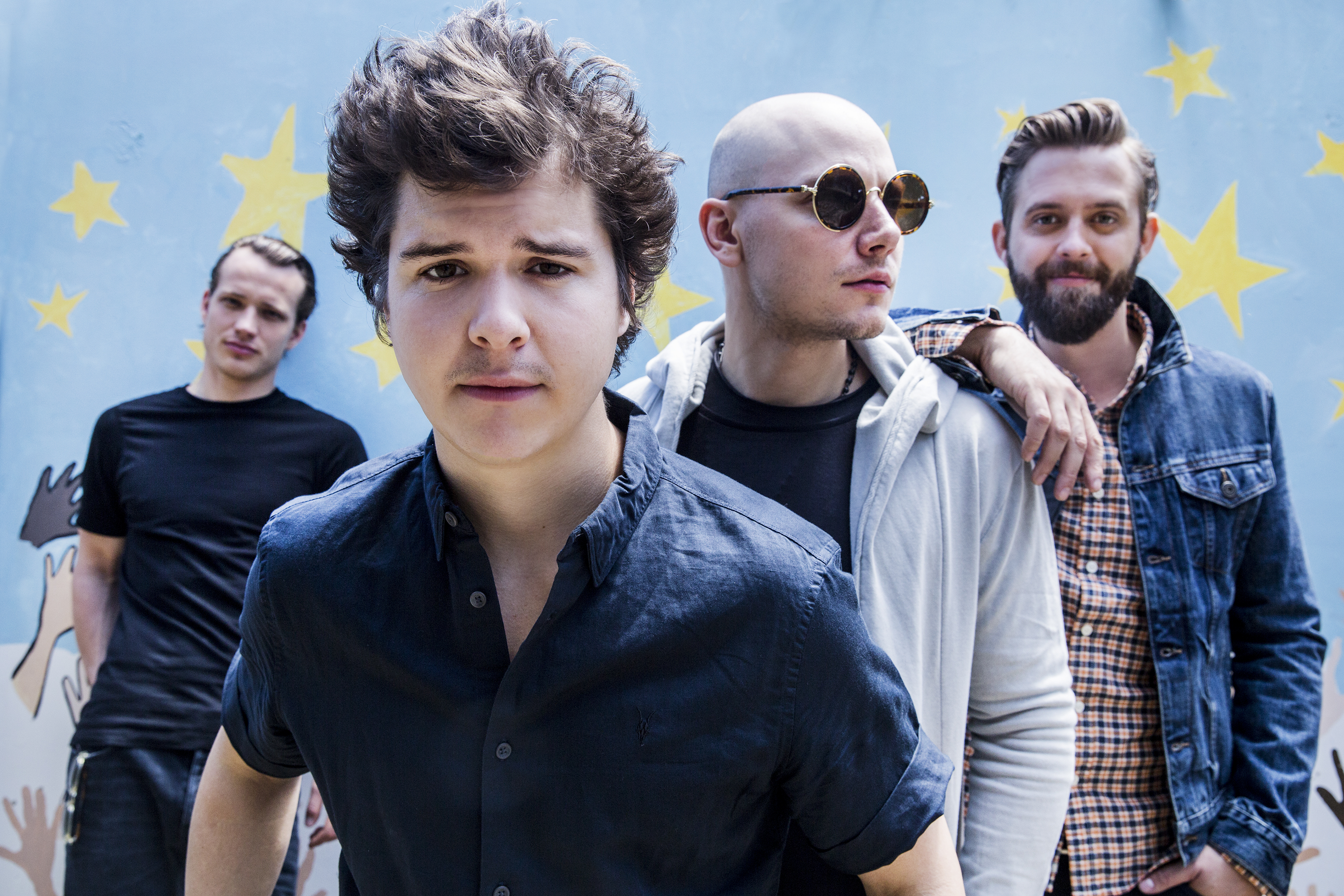
Lukas Graham, 2016.

Lukas Graham är en dansk musikgrupp bildad 2011. Frontfigur i gruppen är sångaren och låtskrivaren Lukas Forchhammer. Gruppens musik rör sig mellan popmusik och soul.
De albumdebuterade 2012, och fick ett internationellt genombrott med sitt andra studioalbum 2015. På albumet återfinns låtarna "7 Years" och "Mama Said" vilka blivit hitsinglar i flera länder. 2018 släppte gruppen sitt tredje studioalbum där låten "Love Someone" ingick. Denna blev en hit i flera länder.
Under USA-turnén 2019 kompletterades gruppen med en ny akustisk basist. 